# Algarve-Rundfahrt 2010
Die 36. Algarve-Rundfahrt fand vom 17. bis 21. Februar 2010 statt. Das Radrennen wurde in fünf Etappen über eine Distanz von 724,7 Kilometern ausgetragen. Das Rennen ist Teil der UCI Europe Tour 2010 und dort in die Kategorie 2.1 eingestuft. Zum zweiten Mal in Folge gewann der Spanier Alberto Contador.

## Etappen
| Etappe    | Tag         | Start – Ziel            | km    | Etappensieger      | Führender         |
| --------- | ----------- | ----------------------- | ----- | ------------------ | ----------------- |
| 1. Etappe | 17. Februar | Faro – Albufeira        | 157,5 | Benoît Vaugrenard  | Benoît Vaugrenard |
| 2. Etappe | 18. Februar | Sagres – Lagos          | 207,5 | André Greipel      | André Greipel     |
| 3. Etappe | 19. Februar | Castro Marim – Malhão   | 173,7 | Alberto Contador   | Alberto Contador  |
| 4. Etappe | 20. Februar | Cacela – Tavira         | 169   | Sébastien Rosseler | Alberto Contador  |
| 5. Etappe | 21. Februar | Laguna – Portimão (EZF) | 17,2  | Luis León Sánchez  | Alberto Contador  |